# Класифікація нафт за хімічним складом
Класифіка́ція на́фт за хімі́чним скла́дом (рос. классификация нефтей по химическому составу; англ. chemical classification of oils; нім. Erdölklassifikation f nach dem chemischen Anteil m) — розподіл нафт на основі переважання вмісту в нафті будь-якого одного чи декількох класів вуглеводнів.
Розрізняють нафти:
- парафінові,
- парафіно-нафтенові,
- нафтенові,
- парафіно-нафтено-ароматичні,
- нафтено-ароматичні,
- ароматичні.

У парафінових нафтах усі фракції містять значну кількість алканів: бензинових — не менше 50 %, масляних — 20 % і більше.
У парафіно-нафтенових нафтах містяться поряд з алканами у проміжних кількостях циклоалкани, вміст аренів невеликий. Як і в чисто парафінових, у нафтах цієї групи мало смол і асфальтенів.
Для нафтенових нафт характерний високий (до 60 % і більше) вміст циклоалканів у всіх фракціях; алканів у цих нафтах мало, смоли і асфальтени є також в обмеженій кількості.
У парафіно-нафтено-ароматичних нафтах вуглеводні усіх трьох класів містяться приблизно в однакових кількостях, твердих парафінів мало (не більше 1,5 %), а кількість смол і асфальтенів сягає 10 %.
Нафтено-ароматичні нафти характеризуються переважним вмістом циклоалканів і аренів, особливо у важких фракціях. Алкани є тільки в легких фракціях, причому в невеликій кількості. Вміст твердого парафіну в нафті не перевищує 0,3 %, а смол і асфальтенів — 15 — 20 %.
Ароматичні нафти характеризуються високою густиною; у всіх фракціях цих нафт міститься багато аренів.

## Хімічна класифікація нафт
За хімічною класифікацією нафт, яка запропонована Гірничим бюро США і в основу котрої покладено зв'язок між густиною і вуглеводневим складом нафт, виділяють три типи нафт за характерними фракціями і сім класів).
| Фракція                           | Відносна густина   | Відносна густина | Відносна густина  |
|                                   | парафінової основи | проміжної основи | нафтенової основи |
| 250-275ºС (за атмосферного тиску) | <0,8251            | 0,8251-0,8597    | >0,8597           |
| 275-300ºС (за 5,3 кПа)            | <0,8762            | 0,8762-0,9334    | >0,9334           |

| Номер класу | Назва класу          | Основа легкої частини нафти | Основа важкої частини нафти |
| 1           | Парафіновий          | Парафінова                  | Парафінова                  |
| 2           | Парафіно-проміжний   | -// -                       | Проміжна                    |
| 3           | Проміжно-парафіновий | Проміжна                    | Парафінова                  |
| 4           | Проміжний            | -// -                       | Проміжна                    |
| 5           | Проміжно-нафтеновий  | -// -                       | Нафтенова                   |
| 6           | Нафтено-проміжний    | Нафтенова                   | Проміжна                    |
| 7           | Нафтеновий           | -// -                       | Нафтенова                   |

За хімічною класифікацією нафт, яка запропонована інститутом ГрозНИИ і в основу якої покладено переважний вміст у нафті одного чи кількох класів вуглеводнів, виділяють п'ять типів нафт: парафіновий (метановий); парафіно-нафтеновий; нафтеновий; парафіно-нафтено-ароматичний; нафтено-ароматичний; ароматичний.
У парафінових нафтах усі фракції містять значну кількість алканів: бензинові — не менше 50%, оливні — 20% і більше. У парафіно-нафтенових нафтах містяться поряд із алканами в значних кількостяхциклоалкани, вміст аренів невеликий. Для нафтенових нафт характерним є високий (до 60% і більше) вміст циклоалканів у всіх фракціях; алканів у цих нафтах мало, як і смол та асфальтенів. У парафіно-нафтено-ароматичних нафтах вуглеводні всіх трьох класів містяться приблизно в рівних кількостях, твердих парафінів мало (не більше 1,5%), а кількість смол та асфальтенів сягає 10%. Нафтено-ароматичні нафти характеризуються переважним вмістом циклоалканів і аренів, особливо у важких фракціях, алкани є тільки в легких фракціях, причому в невеликій кількості, вміст твердого парафіну не перевищує 0,3%, а смол і асфальтенів — 15-20%. Ароматичні нафти характеризуються високою густиною, у всіх фракціях міститься багато аренів.
За хімічною класифікацією нафт, яку запропонував Ал. А.Петров, нафти розділено на дві категорії А і Б (за наявністю в нафт категорії А на хроматограмах фракції 200–430ºС в аналітичних кількостях піки н-алканів), а залежно від відносного вмісту нормальних та ізопреноїдних вуглеводнів у нафтах категорії А і від наявності або відсутності ізопреноїдних вуглеводнів у нафтах категорії Б — кожну категорію на два підтипи: А1, А2, Б1, Б2:
| Тип | Алкани        | Алкани      | Алкани            | Циклоалкани   | Арени         |
|     | сума          | нормальні   | розгалужені       |               |               |
| А1  | 15-60 (25-50) | 5-25 (8-12) | 0,05-6,0 (0,5-3)  | 15-45 (20-40) | 10-70 (20-40) |
| А2  | 10-30 (15-25) | 0,5-5 (1-3) | 1,0-6,0 (1,5-3)   | 20-60 (35-55) | 15-70 (20-40) |
| Б1  | 4-10 (6-10)   | -           | -                 | 20-70 (50-65) | 25-80 (25-50) |
| Б2  | 5-30 (10-25)  | 0,5 -       | 0,5-6,0 (0,2-3,0) | 20-70 (35-55) | 20-80 (20-45) |

Нафти типу А1 відповідають нафтам парафінової і нафтено-парафінової основи. Вміст суми алканів у фракції 200–430ºС 15-60%. Для цього типу є характерним високий вміст н-алканів (5-25% на дослідну фракцію). Загальний вміст циклоалканів в нафтах типу А1 є дещо меншим, ніж алканів. Циклоалкани в основному представлені моно- і біциклічними сполуками, причому вміст моноциклоалканів часто дорівнює або є більшим вмісту біцикланів.
Нафти типу А2 за груповим складом відповідають нафтено-парафіновим парафіно-нафтеновим. Вміст алканів порівняно із нафтами типу А1 є дещо нижчим і сягає значин 25-40%. Вміст алканів коливається в межах 0,5-5%, а ізопреноїдів — 1-6%. Відмінною рисою більшості нафт типу А2 є переважання розгалужених алканів над нормальними. Загальний вміст циклоалканів сягає 60%. Серед циклоалканів переважають моно- і біциклічні вуглеводні, хоча вміст трицикланів є дещо вищим, ніж у нафтах А1.
Нафти типу Б2 відповідають нафтам парафіно-нафтенової і особливо нафтенової основ. Серед насичених вуглеводнів переважають циклоалкани (60-75%), а серед них — моно-, бі- і трициклічні вуглеводні. Алканові вуглеводні (5-30%) представлені в основному розгалуженими структурами. Відмінною рисою нафт типу Б2 є відсутність на хроматограмах піків монометилзаміщених алканів. Нафти типу Б2 зустрічаються частіше, ніж типу А2.
Нафти типу Б1 за груповим складом відносяться до нафт нафтенової або нафтено-ароматичної основи. Вони містять мало легких фракцій. Характерною рисою нафт цього типу є повна відсутність нормальних та ізопреноїдних алканів та малий вміст інших розгалужених алканів (4-10%). Серед циклоалканів спостерігається переважання біциклічних вуглеводнів над моноциклічними.
Хімія нафти і гіпотези її походження. Сполуки із циклічними і поліциклічними структурами переважають в нафтах, приурочених до відносно молодих відкладів (третичних), а аліфатичні структури характерніші для нафт із палеозойської формації.
Закономірності в хімічному складі нафт пояснюють у залежності від їх походження (генезису) і вторинного перетворення в надрах Землі, тобто зумовлені будовою вихідних нафтоматеринських речовин і направленістю тих хімічних процесів, в які ці речовини залучаються протягом геологічного часу:
| Вік порід | Алкани | Алкани  | Циклоалкани | Циклоалкани | Арени | Арени   |
|           | межі   | середнє | межі        | середнє     | межі  | середнє |
| Кайнозой  | 0-53   | 26      | 30-80       | 52          | 10-35 | 22      |
| Мезозой   | 11-76  | 37      | 12-78       | 50          | 7-26  | 13      |
| Палеозой  | 83-93  | 55      | 1-45        | 28          | 3-37  | 16      |